# Johannes Cotto
Johannes Cotto, auch bekannt als Johannes Affligemensis und ähnlich lautenden Namen lebte um 1100 und war ein Musiktheoretiker, der wahrscheinlich in Süddeutschland oder der Schweiz arbeitete.

## Leben
Johannes verfasste eine der einflussreichsten Abhandlungen über die Musik des Mittelalters, De musica cum tonario, die erstmalig von Martin Gerbert im Jahr 1784 gedruckt wurde. Die Abhandlung enthält u. a. ungewöhnlich präzise Anleitungen für die Komposition des einstimmigen gregorianischen Gesangs und des Organum. Johannes Cotto mag selber ein Komponist gewesen sein, obwohl keine Musik von ihm überliefert ist. Seine Anweisungen für die Komposition von Melodien mit sorgfältigen und praktischen Hinweisen zu Tempo, Position von hohen und niedrigen Noten und die Verwendung erkennbarer Figurationen bei unterschiedlicher Stimmung könnten auf eigenen Erfahrungen beruhen.
Über sein Leben ist fast nichts bekannt, sogar seine Identität wird von Forschern kontrovers diskutiert. Gerbert berichtet, dass die Einleitung der inzwischen verlorenen Handschrift mit De musica in Paris die Überschrift Epistola Johannis Cottonis ad Fulgentium getragen habe. Es könnte sich bei ihm daher um einen John Cotton bzw. John Cotto aus England handeln, der bei einem Abt namens Fulgentius in oder nahe bei St. Gallen tätig war. Er kannte offenbar die besonderen Eigenheiten der Gesänge aus dieser Region und Eigentümlichkeiten der Notenschrift, wie sie nur in Süddeutschland vorkamen, und er verwendete die griechischen Namen Phrygisch und Mixolydisch für die Modi, was vor allem in Deutschland üblich war. Darüber hinaus zitierte er Gesänge aus dem Repertoire von St. Gallen und von Hermannus Contractus aus dem Kloster Reichenau.
Edwin Frederick Flindell wiederum kommt anhand zahlreicher Quellen zum Schluss, Johannes Cotto sei wahrscheinlich etwa 1065 in Englands Midlands geboren worden. 1088 oder 1089 wurde er in der Benediktinerabtei von Le Bec zum Mönch geweiht. Diese Abtei war unter Abt Anselm ein hervorragender Ort für Studien zur Musik. Außer seiner Arbeit an De musica wirkte Johannes als Chorleiter, Sänger, Komponist und Lehrer. Wahrscheinlich reiste er auch nach Italien, Deutschland und England. Wegen seiner Widmung in De musica muss Johannes im Jahr 1121 noch gelebt haben.
Die Bezeichnung als Affligemensis resultiert daraus, dass sein Werk De musica dem Benediktinerabt Fulgentius (1089–1121) aus der Abtei Affligem bei Brüssel gewidmet ist. Deshalb könnte Johannes auch aus Lothringen oder Flandern stammen. Joseph Smits van Waesberghe erkennt in seinem Werk zudem Ähnlichkeiten mit anderen Schriften aus der Region von Lüttich.